# Ordem do Cisne

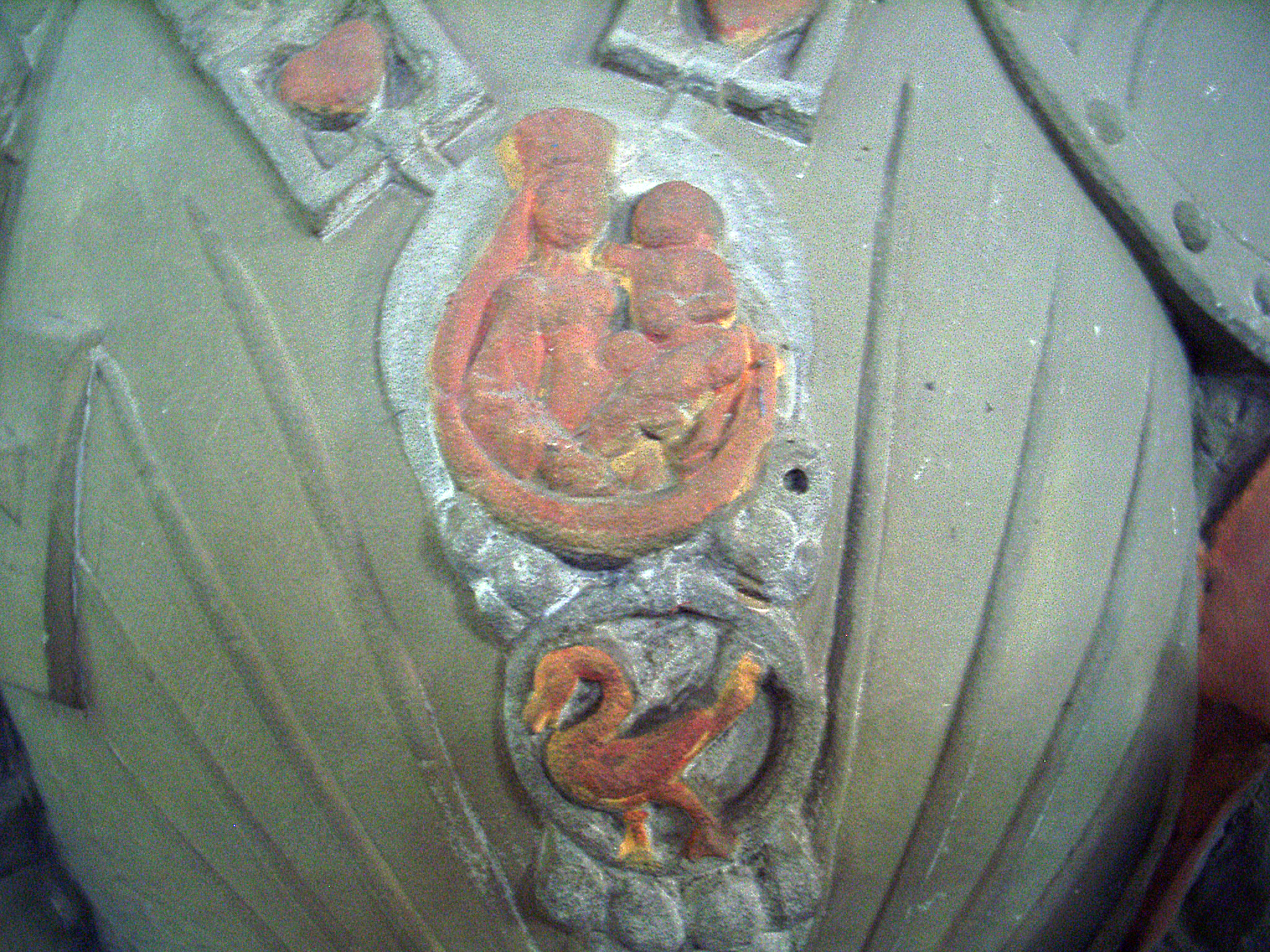
Distintivo da ordem no epitáfio de Six von Ehenheim (falecido em 1593), Abadia de Feuchtwangen

A Ordem do Cisne (em em alemão:  Schwanenorden) foi uma ordem de cavalaria espiritual de príncipes e nobres governada pela Casa de Hohenzollern. Foi fundada em 29 de setembro de 1440, por Frederico II de Brandemburgo com referência ao conto medieval do Cavaleiro Cisne.
A associação originalmente compreendia trinta homens e sete mulheres unidos para homenagear a Virgem Maria, tendo Frederico à frente da instituição. Sua sede era a igreja românica de peregrinação de Santa Maria, o centro de um mosteiro premonstratense, localizado em uma colina perto de Brandemburgo no Havel, cidade do estado de Brandemburgo, na Alemanha. Em 1459, o marquês de Hohenzollern, Albert III Aquiles, estabeleceu uma filial na igreja de St. Gumbertus, perto de sua residência Ansbach, castelo localizado em Ansbach, Francónia, Alemanha.
A ordem se espalhou rapidamente, totalizando cerca de 330 membros, em 1464, bem como outros ramos estabelecidos no Principado de Ansbach, na Francônia, e nas possessões da Ordem Teutônica, na Prússia Oriental. Além de encorajar uma homenagem mais entusiástica à Virgem Maria, a ordem procurava promover a perseverança nas obras de misericórdia. Foi extinto durante a Reforma Protestante, já que esse movimento desencorajava as devoções a Maria.
Em 1843, a ordem foi revivida por ideia do rei Frederico Guilherme IV da Prússia, quando foi uma associação, aberta a homens e mulheres de todos os credos, para o alívio de males físicos e morais. Atualmente, existe uma associação de caridade com o mesmo nome (Schwanenritterorden) em Nuremberg, na Baviera - Alemanha, sob o patrocínio do príncipe Hohenzollern Philip Kirill da Prússia.